# Martin Grau
Martin Grau (* 26. März 1992 in Höchstadt an der Aisch, Bayern) ist ein ehemaliger deutscher Leichtathlet, der sich auf den Hindernislauf spezialisiert hatte.

## Berufsweg
Grau studiert an der HS Ansbach.

## Sportliche Karriere
Martin Grau erzielte seinen ersten internationalen Erfolg bei den Junioreneuropameisterschaften 2011 in Tallinn im 3000-Meter-Hindernislauf, als er die Bronzemedaille gewann. 2013 wurde er deutscher U23-Meister. Nachdem er im Jahr 2014 seine persönliche Bestzeit auf 8:24,29 min gesteigert und in dem Rennen auch Steffen Uliczka besiegt sowie die EM-Norm unterboten hatte, wurde er für die Team-Europameisterschaft aufgeboten und holte dort elf Punkte für das deutsche Team. Bei den Deutschen Meisterschaften 2014 wurde er hinter Uliczka Zweiter. Bei den Europameisterschaften in Zürich belegte er den 13. Platz.
2015 gewann Martin Grau in 8:31,55 min den Titel bei der Universiade in Gwangju und wurde erstmals Deutscher Meister. Am 5. März 2016 belegte er den dritten Platz bei den Deutschen Crosslauf-Meisterschaften auf der Mittelstreckendistanz. Gleichzeitig gewann er dort in der Mannschaft des LSC Höchstadt/Aisch (mit Bastian Grau und Niklas Bühner) die Silbermedaille in der Mannschaftswertung.
2017 wurde er in Erfurt Deutscher Vizemeister im 3000-Meter-Hindernislauf und nur knapp von Tim Stegemann geschlagen. Über diese Distanz nominierte ihn Mitte Juli der Allgemeine Deutsche Hochschulsportverband (adh) für die Sommer-Universiade in Taipeh, wo er auf den siebten Platz kam.
2018 holte sich Grau den deutschen Meistertitel über die 3000 Meter Hindernis.
2019 wurde Grau Deutscher Vizemeister im 3000-Meter-Hindernislauf in Berlin. Zudem startete er bei den Weltmeisterschaften in Doha und schied als 24. im Vorlauf aus.

## Vereinszugehörigkeiten
Grau startete bis 2018 für den LSC Höchstadt/Aisch, wo er zunächst von Markus Mönius trainiert wurde. Bereits seit Herbst 2017 trainierte er in Erfurt bei Bundestrainer Enrico Aßmus und wechselt ab 2019 zum Erfurter LAC.

## Persönliche Bestleistungen
(Stand: 22. März 2020)
Halle
- 1500 m: 3:49,56 min, 8. Februar 2013, Düsseldorf
- 3000 m: 7:56,20 min, 22. Februar 2020, Leipzig

Freiluft
- 800 m: 1:53,36 min, 22. Juli 2017, Augsburg
- 1000 m: 2:23,77 min, 28. Juli 2017, Höchstadt
- 1500 m: 3:47,60 min, 26. Juli 2017, Erfurt
- 1 Meile: 4:05,62 min, 12. Juli 2017, Schorndorf
- 3000 m: 8:12,83 min, 7. August 2015, Neustadt
- 2000-m-Hindernislauf: 5:37,36 min, 14. Mai 2017, Pliezhausen
- 3000-m-Hindernislauf: 8:24,29 min, 11. Juni 2014, Dessau-Roßlau